# Albín z Teuffenbachu
Albín svobodný pán z Teuffenbachu (německy Albin Freiherr Teuffenbach zu Tiefenbach und Masswegg) (14. února 1834 Bad Sankt Leonhard im Lavanttal – 25. dubna 1920 Štýrský Hradec) byl rakousko-uherský generál. V mládí se zúčastnil několika válečných tažení, kvůli zranění po pádu z koně byl vyloučen z další aktivní služby. Uplatnil se jako štábní důstojník a vychovatel arcivévodů Josefa Ferdinanda a Petra Ferdinanda z toskánské linie Habsburků. V c. k. armádě nakonec dosáhl hodnosti polního zbrojmistra (1897). Uplatnil se mimo jiné jako spisovatel.

## Životopis

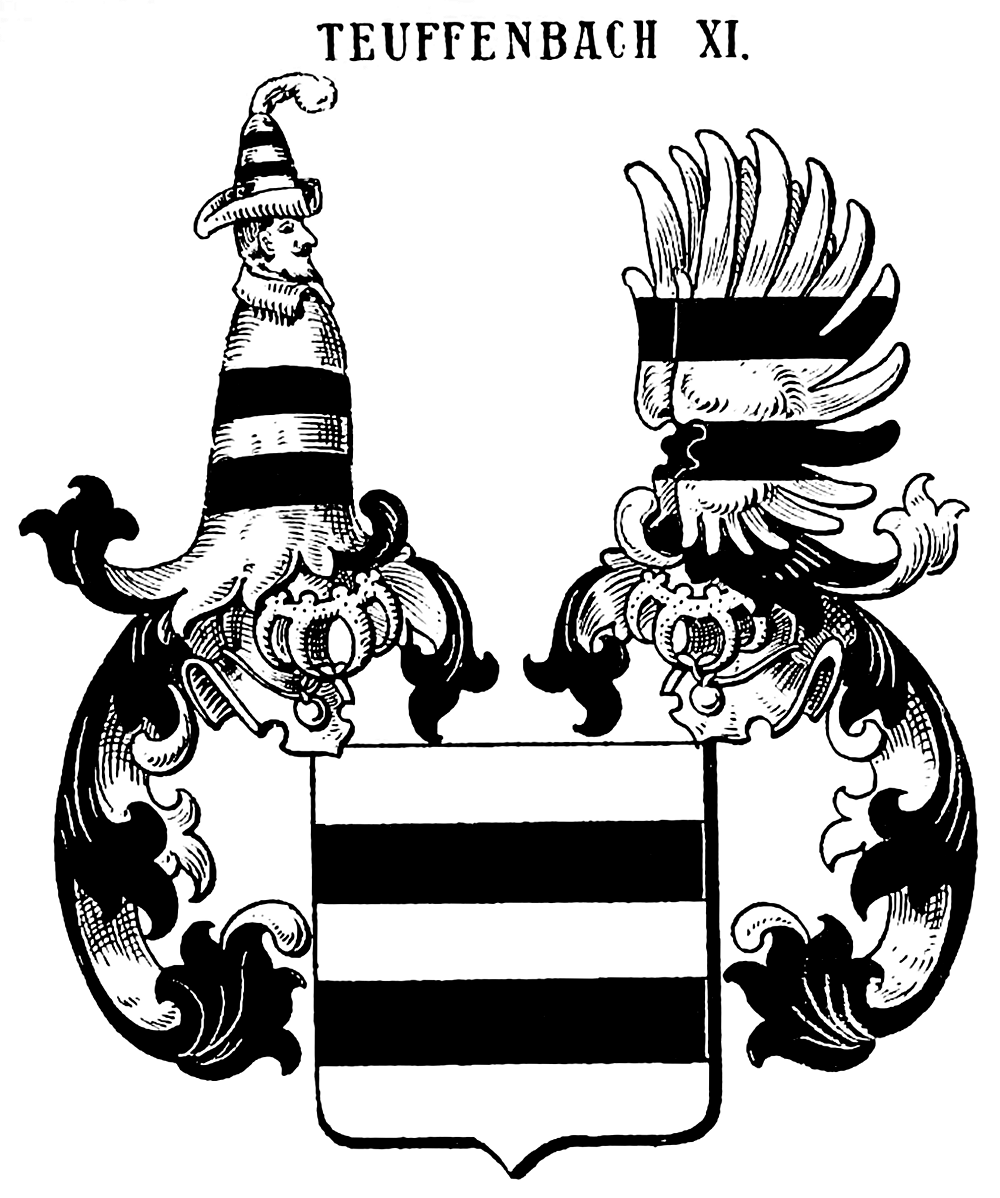
Erb rodu Teuffenbachů

Pocházel ze starého šlechtického rodu Teuffenbachů, kterému od roku 1576 náležel titul svobodných pánů a v 17. století vlastnili majetek i na Moravě , Byl synem důstojníka Josefa Teuffenbacha (1783–1852), měl mladšího bratra Johanna (1836–1842), který zemřel v dětství. Studoval na Tereziánské vojenské akademii ve Vídeňském Novém Městě a v roce 1853 jako poručík nastoupil k pěšímu pluku č. 47. Později si doplnil vzdělání na Válečné škole (K.u.k. Kriegschule) ve Vídni a jako nadporučík sloužil od roku 1858 v Sibiu. V roce 1859 se zúčastnil války se Sardinií a dosáhl hodnosti rytmistra, poté byl přidělen ke štábu 4. armády v Itálii. V hodnosti kapitána (1864) byl ředitelem vojenské kanceláře generála Krismaniće, velitele v Rijece.
V důsledku zranění po pádu z koně byl vyřazen z další aktivní služby v armádě. Jako major (1869) byl povolán do císařské vojenské kanceláře, kde strávil několik let.. V hodnosti podplukovníka (1876) byl přidělen ke dvoru arcivévody Ferdinanda Toskánského a následně dostal na starost výchovu jeho synů, arcivévody Josefa Ferdinanda a Petra Ferdinanda. Dále postupoval v hodnostech (plukovník 1878) a působil mimo jiné také u generálního štábu. V roce 1884 byl povýšen na generálmajora a v roce 1887 dosáhl hodnosti polního podmaršála, nadále setrvával u dvora arcivévody Ferdinanda Toskánského. K datu 1. září 1897 byl penzionován s čestnou hodnosti polního zbrojmistra, nakonec ještě v roce 1908 obdržel čestnou hodnost generála pěchoty.
Na penzi se usadil ve vesnici Villa Vicentina v Gorici a uplatnil se mimo jiné jako spisovatel. Byl autorem několika spisů z oboru vojenské teorie. Především proslul svým zájmem o archeologii a dlouhodobě prosazoval ochranu starověkých památek v Přímoří, konkrétně v Aquileji, pro své aktivity dokázal získat řadu významných osobností z celého Rakouska-Uherska. Za první světové války z bezpečnostních důvodů přesídlil do Salzburgu a nakonec do Štýrského Hradce, kde o několik let později zemřel.
V roce 1869 se oženil s hraběnkou Valerií ze Strassolda (1847–1900), která byla dámou Řádu hvězdového kříže (1882). Manželství zůstalo bez potomstva, oba manželé jsou pohřbeni v rodové hrobce Teuffenbachů v kostele sv. Markéty v Teufenbachu ve Štýrsku.

## Tituly a ocenění
V roce 1879 byl jmenován c. k. komořím, v roce 1887 získal titul c. k. tajného rady s nárokem na oslovení Excelence. Byl také nositelem řady vyznamenání, vzhledem k dlouholeté příslušnosti ke dvoru arcivévody Ferdinanda Toskánského získal ocenění i od cizích panovníků. Byl komandérem Leopoldova řádu (1891), nositelem Řádu železné koruny III. třídy (1873) a držitelem Vojenského záslužného kříže. Dále byl nositelem tureckého Řádu Medžidie III. třídy, komandérem italského Řádu koruny, rytířem saského Albrechtova řádu a držitelem černohorského Řádu knížete Danila I. Při odchodu do penze obdržel v roce 1897 Řád železné koruny I. třídy.